# A la deriva (película de 2009)
A la deriva es una película española dirigida por Ventura Pons en el año 2009

## Argumento
Anna ha regresado a España después de pasar dos años trabajando duramente en África para una ONG. Ha conseguido un buen empleo como guarda de seguridad de un exclusivo centro de salud barcelonés, pero su vida personal no va bien desde que rompió con su marido. Obligada a irse de casa, Anna se ha convertido en una nómada urbana que vive en una caravana prestada. Sin embargo, su rutina cambia cuando comienza una truculenta relación con un joven enfermo de su centro, ingresado por orden judicial.

## Reparto
| Intérprete       | Personaje      |
| ---------------- | -------------- |
| Maria Molins     | Anna           |
| Radoczy Arpad    | Gustav         |
| Miquel Sitjar    | Ricard         |
| Rosa Vila        | Dèlia          |
| Cesc Pérez       | Ramón          |
| Ignasi Vidal     | Joan           |
| Albert Pérez     | Carducci       |
| Roger Coma       | Giró           |
| Fernando Guillén | Arcadi         |
| Òscar Rabadán    | Porter càmping |
| Mariona Perrier  | Dona           |
| Boris Izaguirre  | Medignan       |
| Armand Tarragó   | Martí          |
| Oriol Tramvia    | Tono           |
| Sira Paola       | Noia Tono      |
| Timothy Cordukes | Alemany        |
| Joyce Müller     | Alemanya       |
| Marc Cartes      | Àlex           |
| Mercè Pons       | Jordina        |
| Andrey Finanta   | Celeste        |
| Anna Azcona      | Eufe           |
| Pere Eugeni Font | Felip          |